# Gephyromantis azzurrae
Pour les articles homonymes, voir Azzurra.
Espèce
Statut de conservation UICN

 EN B1ab(iii)+2ab(iii) : En danger
Gephyromantis azzurrae est une espèce d'amphibiens de la famille des Mantellidae.

## Répartition
Cette espèce est endémique de Madagascar. Elle se rencontre entre 640 et 689 m d'altitude dans la partie Nord du massif d'Isalo,.

## Description
Les 6 spécimens mâles adultes observés lors de la description originale mesurent entre 37,2 mm et 43,7 mm de longueur standard.

## Étymologie
Cette espèce est nommée en l'honneur de Kintana Azzurra, la fille de Franco Andreone.

## Publication originale
- Mercurio & Andreone, 2007 : Two new canyon-dwelling frogs from the arid sandstone Isalo Massif, central-southern Madagascar (Mantellidae, Mantellinae). Zootaxa, no 1574, p. 31-47 (texte intégral).